# Curcuma campanulata
Tà liền chuông (danh pháp khoa học: Curcuma campanulata) là một loài thực vật có hoa trong họ Gừng.

## Lịch sử phân loại
Loài này được Carl Ernst Otto Kuntze mô tả khoa học đầu tiên năm 1891 dưới danh pháp Stahlianthus campanulatus. Nó được coi là loài điển hình của chi Stahlianthus.
Năm 1904, Karl Moritz Schumann chuyển nó sang chi Kaempferia, nhưng cho tới năm 2015 thì nó vẫn được biết đến với danh pháp S. campanulatus.
Năm 2012, Eliška Záveská et al. thấy rằng nó và S. involucratus lồng trong phân chi Hitcheniopsis của chi Curcuma, nên năm 2015 Jana Leong-Škorničková chuyển nó sang chi Curcuma.
Mẫu vật thu thập ngày 12 tháng 4 năm 1875 tại Siam: Angkor (Ncor), nay là Angkor, Campuchia.

## Từ nguyên
Tính từ định danh campanulatus (giống cái: campanulata, giống trung: campanulatum) là từ tiếng Latinh, bắt nguồn từ campanula nghĩa là cái chuông nhỏ, ở đây là nói tới tổng bao hình chuông của loài này (involucrum campanulatum).

## Phân bố
Loài này có tại Campuchia, Thái Lan, Việt Nam. Tại Việt Nam có ở Đồng Nai.

## Mô tả
Địa thực vật thân thảo, sống lâu năm, có căn hành ngắn và củ to bằng tay cái; vảy dài 1–4 cm. Bẹ lá 3-5, ở gốc, lỏng lẻo, dài 3–8 cm. Lá ít, 2-3, có cuống, nhẵn nhụi; phiến thon nhọn hình mũi mác đến hình thìa, 5-25 × 2–3 cm, nhọn hai đầu, cuống dài đến 6 cm (đến 22 cm ở các lá trên). Ra hoa một lượt cùng với lá. Cụm hoa đầu cành, mọc thẳng. Tổng bao hình chuông (campalunatum), 3-4 × 1,5–2 cm, đỉnh chia 2 thùy nhọn và thanh mảnh. Lá bắc con thuôn dài, thanh mảnh, tựa thủy tinh, dài 2–3 cm. Hoa 15-20, không cong, ở đáy tổng bao và ngắn hơn tổng bao; đài hoa thanh mảnh, dạng màng, gồm 3 cánh đài hình mũi mác, dài ~2 cm; ống tràng dài, phía trên chia 3 thùy, hình nón ngược hẹp, dài ~1,5 cm; các thùy ở đỉnh không đều, thuôn dài, ~1 cm; nhị 1; các nhị lép bên thuôn dài, dạng cánh hoa; cánh môi dài 12–15 mm. Bao phấn 2 ngăn, mô vỏ bao phấn thẳng-thuôn dài, ~4 mm; không có phần phụ kết nối. Bầu nhụy nhẵn nhụi; vòi nhụy hình trụ dẹp; đầu nhụy hình cầu rộng.

## Linh tinh
Tên chi Stahlianthus là để vinh danh Helene Kuntze (họ thời con gái là von Stahl), vợ Otto Kuntze.
| “ | ...Ich nenne diese Pflanzengattung zu Ehren meiner Frau, Helene Kuntze, Tochter des Oberregierungsrathes H. von Stahl in Stuttgart.... | ” |